# Примогенитура
Примогенитура је устаљена традиција наследства где прворођенче има предност. Често се користи у монархијама. Као механизам наследства у наследним монархијама нека врста примогенитуре је најчешће коришћена, али није једина врста традиције нити је најстарија метода. 

## Агнатичка примогенитура
Агнатичка примогенитура или патрилинеална примогенитура (врста мушке примогенитуре) је наследство по најстаријем мушком детету. Мушка примогенитура се дешава у најмање два позната система: агнатичка примогенитура и квази-саличка сукцесија. Само мушкарци могу ступити на трон. 

## Примогенитура мушке преференције
Ова врста примогенитуре приоритира најстарије мушко дете, али женско дете може наследити уколико нема преживелог сина. Назив агнатичко-когнатичка примогенитура се користи с истим значењем. Ова врста наследства важи, на пример, у данској и британској монархији. 

## Апсолутна примогенитура
Апсолутна, једнака или линеална примогенитура је наследство где најстарије дете има приоритет, без обзира на пол. Данас се користи и назив пуна когнатичка примогенитура. Неке монархије су преузеле ову врсту наследства крајем 20. века. Шведска је адоптирала апсолутну примогенитуру 1980. Касније је неколико монархија следило пример Шведске: Белгија, Холандија и Норвешка. 

## Матрилинеална примогенитура
Ниједна европска монархија нема нити је примењивала ову врсту наследства где се мушко дете потпуно искључује. Нека племена у Африци примењују матрилинеалну примогенитуру. 